# Boldva
Boldva község Borsod-Abaúj-Zemplén vármegyében, az Edelényi járásban.

## Fekvése
A Bódva völgyének déli részén fekszik, nem messze a kis folyónak a Sajóba való betorkollásától; a megyeszékhely Miskolctól 15 kilométerre északra.
A közvetlenül határos települések: észak felől Ziliz (kb. 5 km), északkelet felől Nyomár és Hangács, kelet felől Alsóvadász, délkelet felől Sajóvámos és Sajósenye (kb. 4 km), dél felől Sajóecseg (5 km), nyugat felől pedig Sajószentpéter. A két legközelebbi város Edelény és Sajószentpéter, közúton mindkettő egyaránt kb. 10 kilométer választja el, de ez előbbi légvonalban valamivel közelebb van hozzá.

### Megközelítése
Főutcája a Felsőzsolcától Edelényig húzódó 2617-es út, azon érhető el mindkét végponti város felől; Sajóecseggel és azon keresztül a Sajó völgyében végighúzódó 26-os főúttal pedig a 2618-as út köti össze.
A hazai vasútvonalak közül a Miskolc–Tornanádaska-vasútvonal érinti, melynek két megállóhelye is van a határai között. Alsóboldva megállóhely a település déli szélén helyezkedik el, a 2617-es út vasúti keresztezése mellett, Boldva megállóhely pedig a belterület északi részén, közúti elérését a 2617-esből kiágazó 26 317-es számú mellékút teszi lehetővé.

## Nevének eredete
A település a Bódva folyóról kapta a nevét.

## Története
A környék már az őskorban lakott volt, neolit, bronz- és vaskori településeket is tártak fel a területen.

### A középkorban
A honfoglaló magyarság 895-ben telepedett meg itt, de írásos emlékek csak a 13. században említik a települést, Buldua néven.
1175 és 1180 között bencés apátsági templom épült Boldván. A Keresztelő Szent Jánosnak szentelt apátságot a Pray-kódex (régebbi nevén Sacramentarium Boldvense) részét képező "Pozsonyi évkönyv"-ben említik először 1203-ban, amikor a templom leégett: "monasterium sancti johannis comburitur iuxta bulduam situm". Feltehetőleg itt született legrégebbi összefüggő magyar nyelvű írásos emlékünk, a Halotti beszéd. 1285-ben, a második tatárjáráskor a tatárok által felgyújtott templom leégett, a mellette álló monostor elpusztult. A túlélő szerzetesek Somogyvárra menekültek, a bencés apátság megszűnt. A templomot később újra felépítették és a falu plébániatemplomaként használták, jelenleg református templom.
A Boldva határában lévő Abodpuszta 1284-ben az Ákos nemzetség birtokában volt, 1338-ban az Ákos nemzetségbeli Csetneki és Bebek család tulajdona.
1332-ben a falu egyházának papja, Dominicus/Domonkos 14 garas pápai tizedet fizet.
A 14. századtól a település a diósgyőri uradalomhoz tartozott, királyi, majd adományozás folytán nemesi birtok lett. 1392-ben a faluban birtokos Kapolai/Kaplai János diósgyőri várnagy, országbíró.

### A 16. században
1578-ban Ablonczy/Ablanczy Menyhért vezetésével a reformáció hívévé szegődik a falu. Ekkor alakítják át a templomot az új rítusnak megfelelően.
A török időkben Boldva nem tartozott a török hódoltság területéhez, de adót kellett fizetnie a törököknek. Ezt megsínylette a település, és kezdett elnéptelenedni. Az újratelepülést ösztönözve a vármegye három évi adómentességet biztosított az itt letelepedni kívánóknak.

### Az újkorban
1727 és 1945 között a Szathmáry Király család birtoka volt.
A Szathmáry Király család levéltárában található okmány szerint Bethlen Gábor idején a németek által teljesen felégettetett, lakói elszéledtek és Boldva egész az 1690-es évekig pusztán állott. Ekkor Szathmáry Király János újratelepíttette, nejének, szentmiklósi Pongrácz Katalinnak Liptó vármegye Pribilina községi birtokáról idehozott lutheránus, tót ajkú jobbágyaival, akik később megmagyarosodva, református vallásra tértek.
1711-ben Boldva lakói újra szaporodtak Perecsütő-Abod azon lakosaival, akik az ez évben pusztító pestistől még megmaradtak, s falujukat pusztán hagyva ideköltöztek. Ennek az elpusztult községnek az emlékét az Abod-szőlők és Abod-völgy elnevezések őrzik.

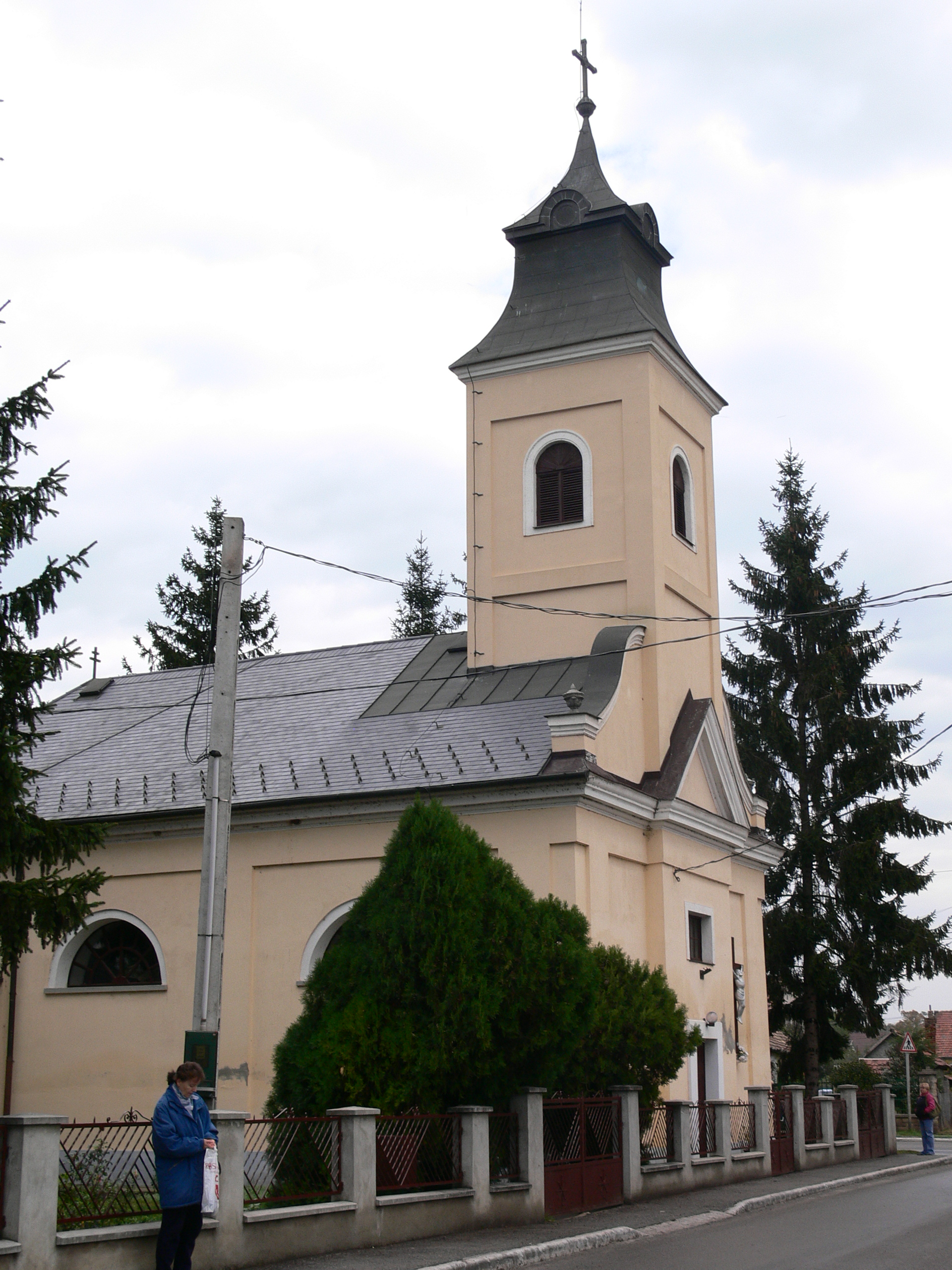
A klasszicista stílusú műemlék jellegű r. kat. templom 1838-ban épült

A falu neve először 1786-ban kerül lexikonba, Johann Matthias Korabinskyéba:
"Bodwa, ein ung[a]r[isches]. Dorf im Borschoder Kom[itat]. 2 M[eilen]. von Mischkoltz N[ord]. N[ord]o[st]. l[inks]. an der Bodwa. Eben so weit von Borschod S[üd]. S[üd]w[est]. [reformirte Kirche]"
Vályi András 1796-ban így mutatja be a falut:
"BÓDVA. vagy Boldva. Magyar falu Borsod Vármegyében, birtokosai külömbféle Urak, lakosai katolikusok, többen reformátusok, fekszik Sziráknak szomsédságában, mellynek filiája, Vamostól sem meszsze Bódva vize mellett, pusztája közel, Miskolczi piatzozása egy órányira van, legelője elég, fája épűletre, és tűzre, szőlő hegyeitöl K. dézmát nem adnak, és meglehetősek, malma helyben, első Osztálybéli."

### A 19–20. században
1838–39-ben klasszicista stílusban felépült a ma is álló katolikus templom.
1851-ben Fényes Elek részletesen leírta a falu földrajzi helyzetét, természeti környezetét, történetét, számba vette lakosait és bemutatta gazdasági viszonyait.
1888 nyarán Myskovszky Viktor látogatta meg a volt bencés monostor templomát, és elsőként mérte fel, rajzolta és írta le szakértelemmel a műemléket.
1895-ben az országgyűlés elfogadta a XXII. törvénycikket a Bódva-völgyi helyi érdekű vasút építéséről. 1896 augusztusában átadták a Bódva-völgyi és kassa–tornai HÉV-et, ezzel a község bekapcsolódott a vasúti hálózatba.
Az első baptista hívők 1907-ben alapítottak egyházközséget. Ekkor tehát négy egyházközség élt a faluban: református (evangélikus hívekkel kiegészülve), római katolikus (görögkatolikus hívőkkel együtt), izraelita és baptista.
Az első világháborúban elveszettek közül tizenhétnek ismerjük a nevét. Emléküket egy emlékmű őrzi a központban.

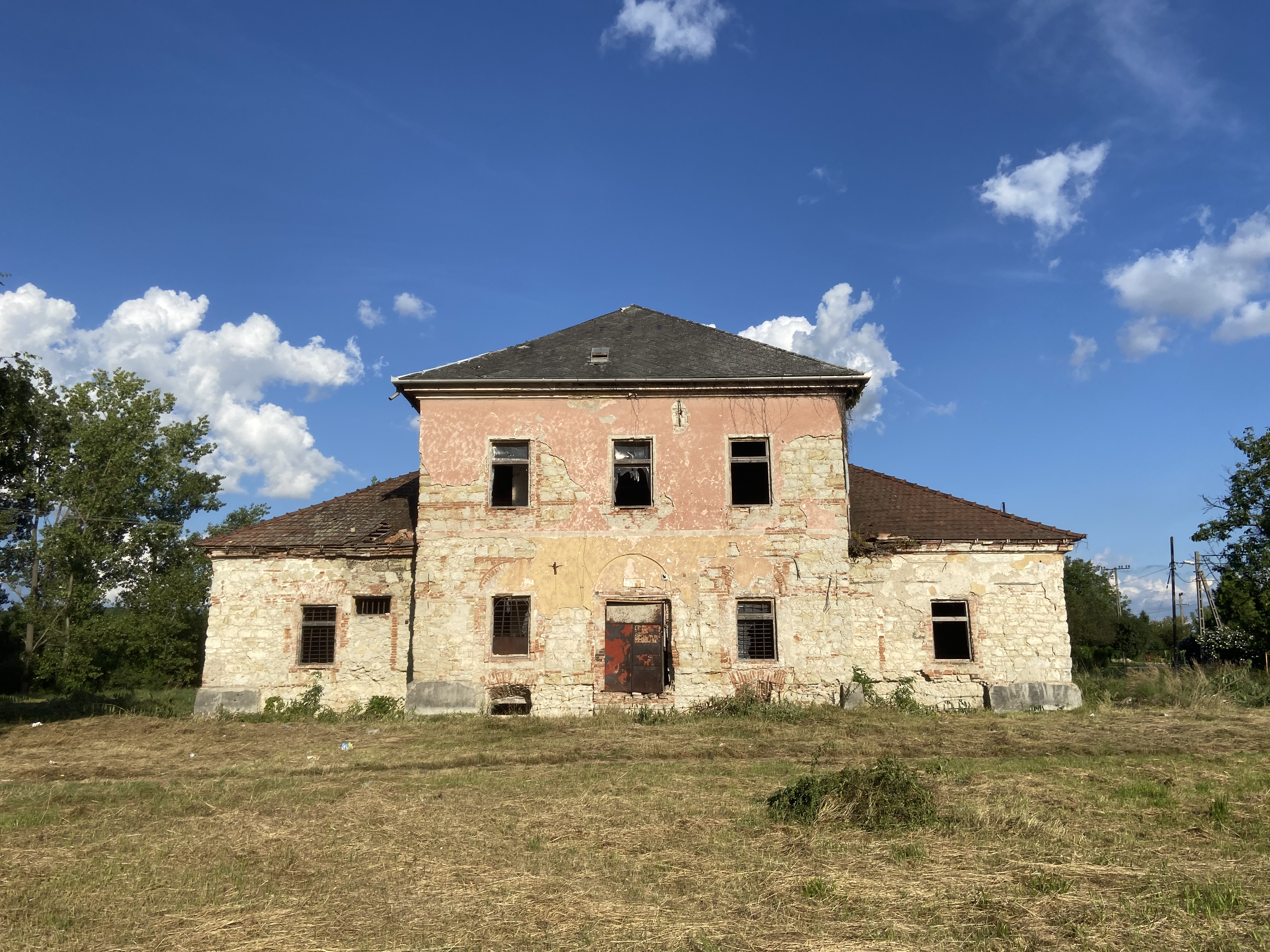
A boldvai Szathmáry Király-kastély.

1919 májusában cseh légionáriusok szállták meg a községet, de a Vörös Hadsereg a hónap végén Miskolc felől Sajószentpéter és Edelény irányába visszaverte a cseh megszálló erőket. A harcoknak több polgári áldozata volt.
1920 és 1926 között az edelényi körzetben nemzetgyűlési képviselő a boldvai gazdálkodó, Lovász János. 1923-ban a község vízimalma áramot is kezdett szolgáltatni, így villanylámpa gyúlhatott helyben is, a szomszéd településeken is. 1925-ben tornyot építettek a katolikus templomhoz.

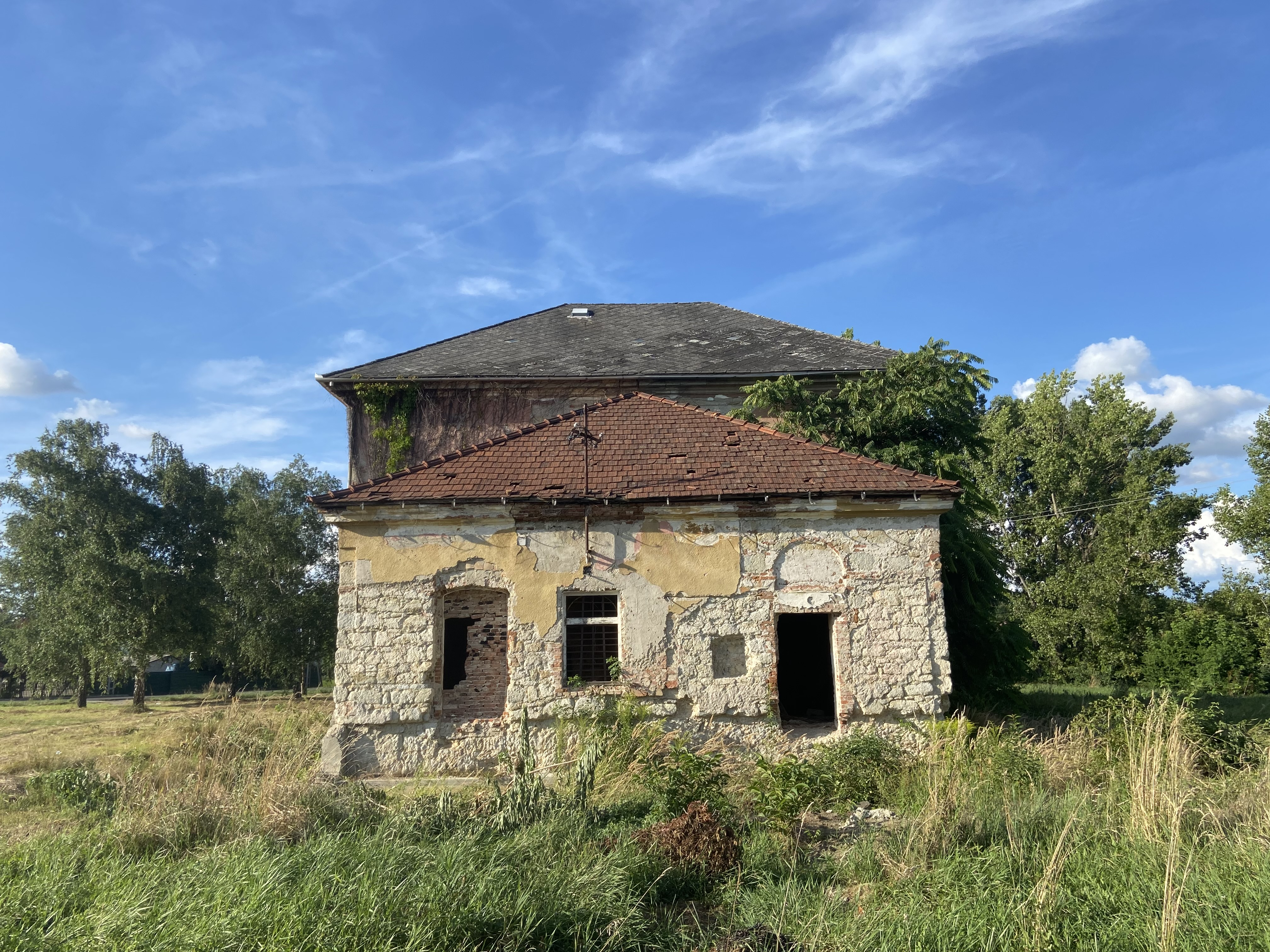
A kastély egyik oldala.

A második világháborúban negyvenhárman haltak meg vagy a fronton katonaként, vagy a front átvonulásakor a községben. Emléküket egy tábla őrzi a római katolikus templomban (1970 körül helyezték el), utóbb a falu főterén emelt emlékmű örökítette meg emlékezetüket (1991-ben állították föl).
Ugyanez az emlékmű név nélkül, de őrzi az elhurcolt zsidók emlékét is. 1941-ben a számlálás szerint 54 izraelita hívő élt itt. 1944-ben minden zsidót deportáltak. Pünkösdkor még látták a deportáló szerelvényeket a miskolci Tiszai pályaudvaron. Alig néhányuk élte túl a poklot. Kit deportálás közben, kit az auschwitzi koncentrációs táborban, kit munkaszolgálatban, kit a Don-kanyarban öltek meg, ki nyomtalanul tűnt el.
1944. december 11-én felszabadult a falu. Egy darabig Malinovszkij marsall, a 2. Ukrán Front parancsnoka és tiszti kara a faluban ütötte fel főhadiszállását. A harcoknak polgári áldozata is volt.
Az 1945-ös földosztáskor 224 szegény családot juttattak 2800 hold földhöz. 1949 és 1952 között három termelőszövetkezet is alakult, közülük a Kossuth Tsz. bizonyult életképesnek. 1974-ben beolvadt a borsodsziráki Bartók Béla Tsz.-be. 1949-ben állami gazdaságot is alapítottak, mely egészen a rendszerváltásig (1990) működött.
1951-ben a községet bekötötték az országos villanyhálózatba. 1952-ben hozták létre az első közkönyvtárat a faluban. 1958-ban új általános iskola épült. 1969-ben kiépült az egész települést behálózó vízvezeték. 1966 és 1969 között a Szepessy-kastélyt felújították, moziteremmel kiegészülve művelődési házzá alakult. Benne található a községi könyvtár is.

## Közélete

### Polgármesterei
- 1990–1994: Tóth Lajos (független)[8]
- 1994–1998: Tóth Lajos (független)[9]
- 1998–2002: Komjáti Ferenc (független)[10]
- 2002–2006: Csabai Gyula (független)[11]
- 2006–2010: Csabai Gyula (független)[12]
- 2010–2014: Csabai Gyula (független)[13]
- 2014–2019: Csabai Gyula (független)[14]
- 2019–2024: Szabóné Tóth Julianna Judit (független)[15]
- 2024– : Szabóné Tóth Julianna Judit (független)[1]

## Népesség
A település népességének változása:
| Lakosok száma | 2399 | 2393 | 2360 | 2248 | 2369 | 2375 | 2407 |
|               | 2013 | 2014 | 2015 | 2021 | 2022 | 2023 | 2024 |

2001-ben a településen a lakosságnak 75%-át magyar, a 25%-át cigány nemzetiségű emberek alkották.
A 2011-es népszámlálás során a lakosok 82,3%-a magyarnak, 12,8% cigánynak, 0,3% németnek mondta magát (17,5% nem nyilatkozott; a kettős identitások miatt a végösszeg nagyobb lehet 100%-nál). A vallási megoszlás a következő volt: római katolikus 31,7%, református 22,3%, görögkatolikus 2,6%, felekezeten kívüli 13,7% (28,6% nem válaszolt).
2022-ben a lakosság 91,5%-a vallotta magát magyarnak, 7,3% cigánynak, 0,1% németnek, 1,1% egyéb, nem hazai nemzetiségűnek (8,5% nem nyilatkozott; a kettős identitások miatt a végösszeg nagyobb lehet 100%-nál). Vallásuk szerint 27,6% volt római katolikus, 19,9% református, 3,2% görög katolikus, 0,8% egyéb keresztény, 0,2% evangélikus, 15,4% felekezeten kívüli (32,3% nem válaszolt).

## Látnivalók
- Boldvai református templom, mellette 12. századi monostor romjai. A félköríves szentélyű, háromhajós, román stílusú épület XIV. századi részleteket is rejt, tornya fagalériás. Belsejében népies stílusú, fakoronás falazott szószék látható, amely 1791-ben készült. Itt látható Szathmáry Király Ádám emléktáblája is.
- Az egykori bencés apátság temploma azért is nevezetes, mert itt őrizték egy ideig a Pray kódexet, melyből a Halotti beszéd is előkerült. Ugyancsak nevezetessége a boldvai román kori templomnak a mellette kiásott rotunda alapfala. Írások emlékeznek meg az Antiokheiai Szent Margitról elnevezett körtemplomról, ahonnan a körmenet búcsú idején az apátsági templomba vonult.
- A római katolikus templom 1838–39-ben épült, a hajója klasszicista stílusú. A korra jellemző egyszerű megjelenés inkább a külsőt jelenti; berendezései, a későklasszicista oltár és a szószék újabbak és díszesebbek. A templomot 1845-ben szentelték föl, titulusa: Szűz Mária szeplőtelen fogantatása. Főhomlokzatából emelkedik ki az 1925-ben készült torony. A karzatot utólagosan építették a hajó bejárati végébe. A freskókat Takács István mezőkövesdi mester festette az 1960-as években. 1969-ben a II. világháborúban elesett katonák emlékére táblát helyeztek el a templomban, a bal oldalon. A stációk és Szent István szobra Hegedűs István gyöngyösi szobrász munkái (2000–2002).

- Tornácos házak

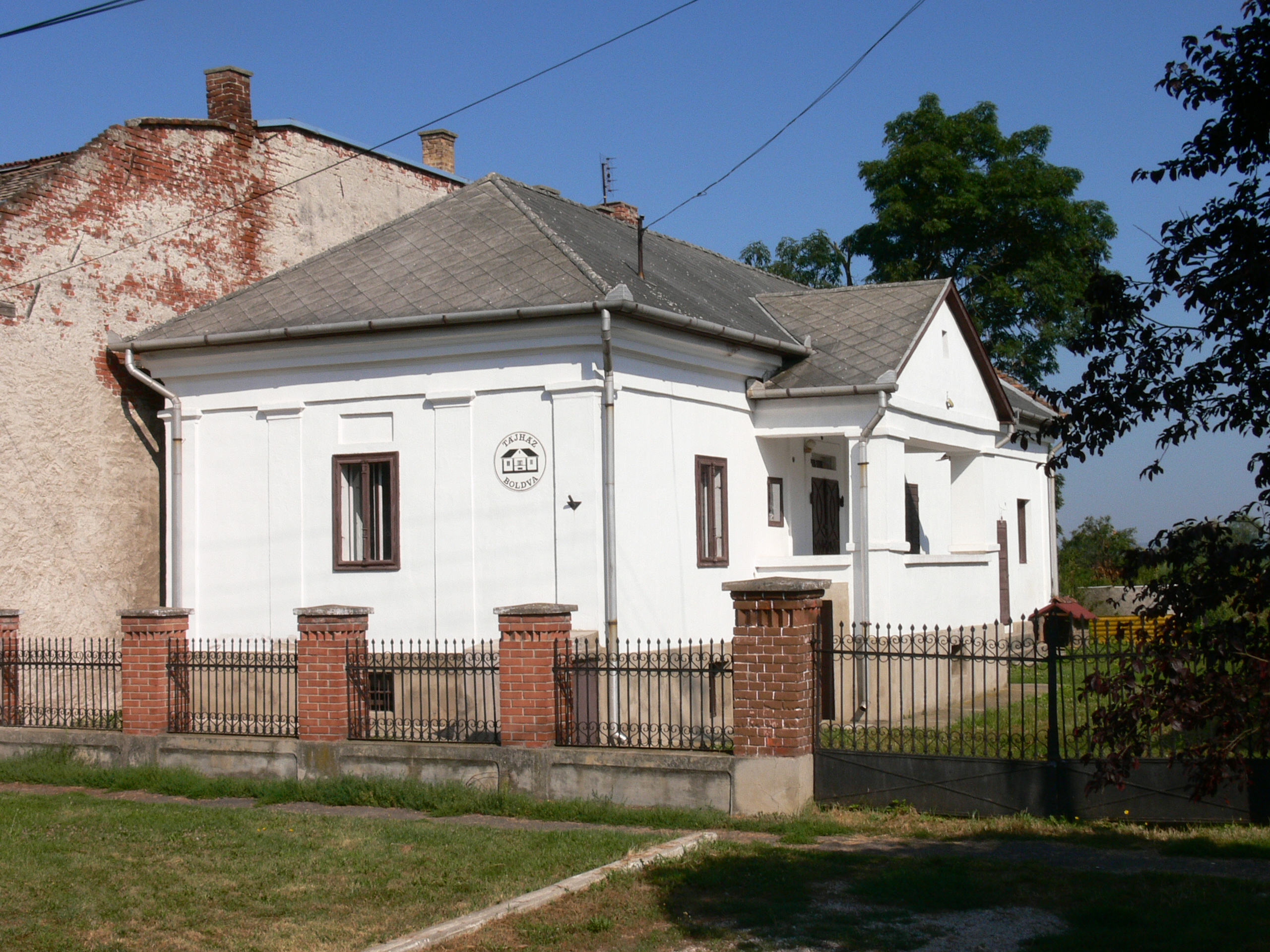
A tájház

- Tájház: Egy jómódú gazdálkodó házából alakították ki. Maga az épület nem követi az itteni hagyományos, tornácos építkezési módot. A benne kialakított gyűjtemény négy téma köré csoportosítható. 1. A hagyományos paraszti gazdálkodás eszközei. A kiállított tárgyak arról tanúskodnak, hogy a gazdálkodás része volt a földművelés és állattartás mellett a tej feldolgozása, a kender kikészítése, a fonalsodrás és a szövés is. 2. A második témakör bemutatja a bencés apátság feltárásában tevékenykedőket: Myskovszky Viktor (szlovák: Viktor Miškovský), Nyíry Dániel és Valter Ilona munkáját. 3. Külön téma a Szathmáry Király család története. Nyilvánvaló, hogy központi szerepet kap Szathmáry Király Ádám, aki naplót vezetett II. Rákóczi Ferenc mindennapjairól lengyel- és franciaországi száműzetésében. 4. A tablókon megtekinthetőek régi térképek, melyek a községről készültek; illetve a faluhoz köthető nevezetes személyekről tudósít az asztali tárló.
- Szathmáry-kert
- (Négyessy-Szepessy-park – 1945 után elpusztult.)
- (Szathmáry Király-kastély – klasszicista épület a 19. század első harmadából. Két földszintes szárnnyal bővített emeletes épület volt, a földszintjén boltozatos helyiségekkel. A kastélyt az 1940-es években bontotta le a család, új kastélyt terveztek építeni a helyén. A háború után a régi kastély megmaradt pincéjét az állami gazdaság használta raktárnak.)
- Világháborús emlékmű (1991-ben emelték.)
- Temető: Régi síremlékekből alakítottak ki egy kőtárat 2009-ben. Érdemes megfigyelni az egyszerűen díszített köveket és a még olvasható, megindító szövegeket. Itt található a Szathmáry Király-kripta, táblával megjelölve Ádám naplóíró, György művelt egyházi gondnok és Pál festő. Ebben a temetőben nyugszik Szebeni Ilona (Szebeni Zoltánné Bózendorf Ilona).

## Híres boldvaiak
- Itt élt Szathmáry Király Ádám (* Nyomár, 1692. július 9. – † Boldva, 1752. december 18.). II. Rákóczi Ferenc fejedelem apródja és íródeákja volt, a szabadságharc bukása után elkísérte a fejedelmet Lengyelországba és Franciaországba. Naplója, melyet e két országban töltött idő alatt vezetett, az egyetlen hiteles magyar forrás a fejedelem bujdosásáról. Szülei kegyelmet eszközöltek ki számára az uralkodónál, III. Károly királynál, így 1717-ben hazatérhetett Franciaországból. Munkájának teljes kiadása: „Szathmári Király Ádám Napló-Könyve 1711–1717 Esztendőkben II. Rákóczi Ferencz Fejedelem Bujdosásiról.” In: Thaly Kálmán (szerk). Rákóczi Tár. 1. köt. Pest : Lauffer, 1866.
- Szathmáry Király György, Ádám testvére (* Hangács, 1703 – † Hangács, 1775) a család kriptájában nyugszik a temetőben. Fiatal korában Angliában is tanult. Hazatérve méhészettel is foglalkozott. Az Ángliai méhes kert című munka az angol John Gedde (John Geddy) művének fordítása; 1759-ben jelenik meg először. A Sárospataki Református Kollégium gondnokaként bővíttette az iskolát, valamint megírta történetét is (Historia scholae Sárospatak, kéziratban a Kollégium könyvtárában).
- 1726-ban itt született Szathmáry Király Pál mérnök, festő. Ádám fia. A bécsi magyar testőrségben szolgált 16 évig, majd a borsodi földmérő bizottság elnöke volt. Leszerelése után visszatért hangácsi birtokára. Főként arcképeket, csendéleteket festett. 1794–96 között az ő tanítványa volt Szentpétery József, a 19. század legnagyobb magyar ötvösművésze. 1807-ben Hangácson halt meg.
- Községünkben született 1835-ben Futó Mihály tanár - 1877 és 1904 között a hódmezővásárhelyi református főgimnázium igazgatója -, pedagógiai és közíró.
- Itt született 1877-ben Zsóry Lajos, akinek mezőkövesdi birtokán 1939-ben kőolaj után kutatva gyógyvízre bukkantak. A népszerű gyógyfürdő így az ő nevét viseli (Zsóry Gyógy- és Strandfürdő).
- A faluhoz tartozó egyik tanyán született 1882-ben Bencze János USA-beli biztosítási szakember s újságíró és -szerkesztő. 1901-ben vándorolt ki Amerikába. 1923-tól a Verhovayak Lapja szerkesztője. 1929 és 1943 között a Verhovay Testvérsegítő Egyesület központi titkára, később a William Penn Egyesület örökös tiszteletbeli elnöke. Pittsburghben (Pennsylvania) hunyt el 1974-ben.
- A községben született Gyuricskó Béla újságíró (Boldva, 1909 – Miskolc, 1969. augusztus 20.[19]). 1945 és 1949 között a Kisgazdapárt helyi lapjának, a Miskolci Hírlapnak volt a zsurnalisztája és szerkesztője. A község temetőjében van eltemetve.
- 1944-ben itt született Sárkány Mihály néprajzkutató.
- 1975 és 1980 között a községben élt Gulyás Mihály író (* Garadna, 1929 † Miskolc, 2003), a Napjaink (Miskolc) alapító szerkesztője.
- A község temetőjében nyugszik Szebeni Ilona (szül. Bózendorf Ilona) írónő (* Tiszadob, 1927 - † Budapest, 1997). A málenykij robotról írt könyvei forrásértékűek: Merre van a magyar hazám?… : kényszermunkán a Szovjetunióban, 1944—1949. (1991) és   Haza fogunk menni : kényszermunkán a Szovjetunióban, 1944—1949. (1993). Ezeken kívül gyermekkönyvek szerzője is.

## Képgaléria

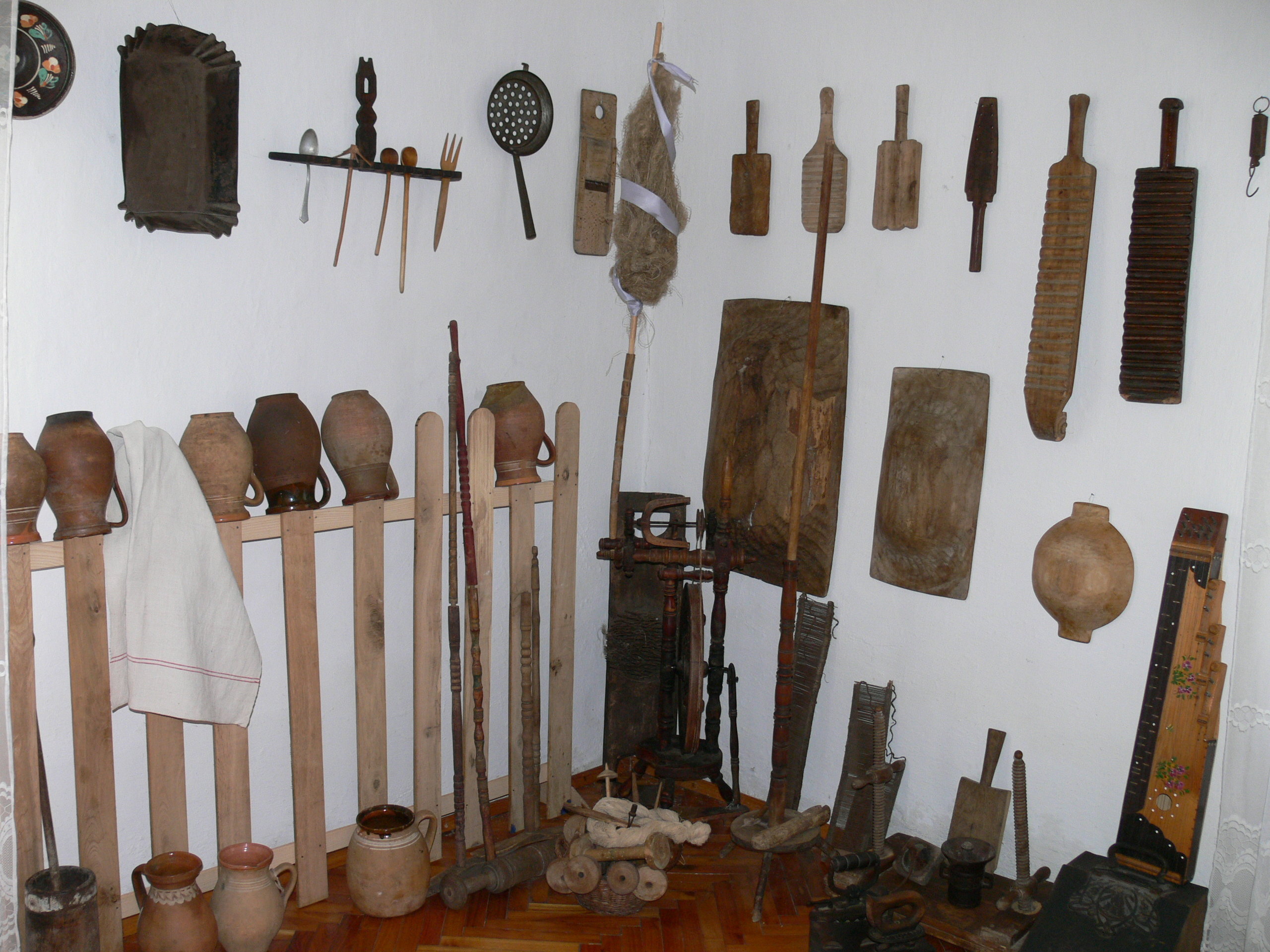
A boldvai tájház, belső (1)
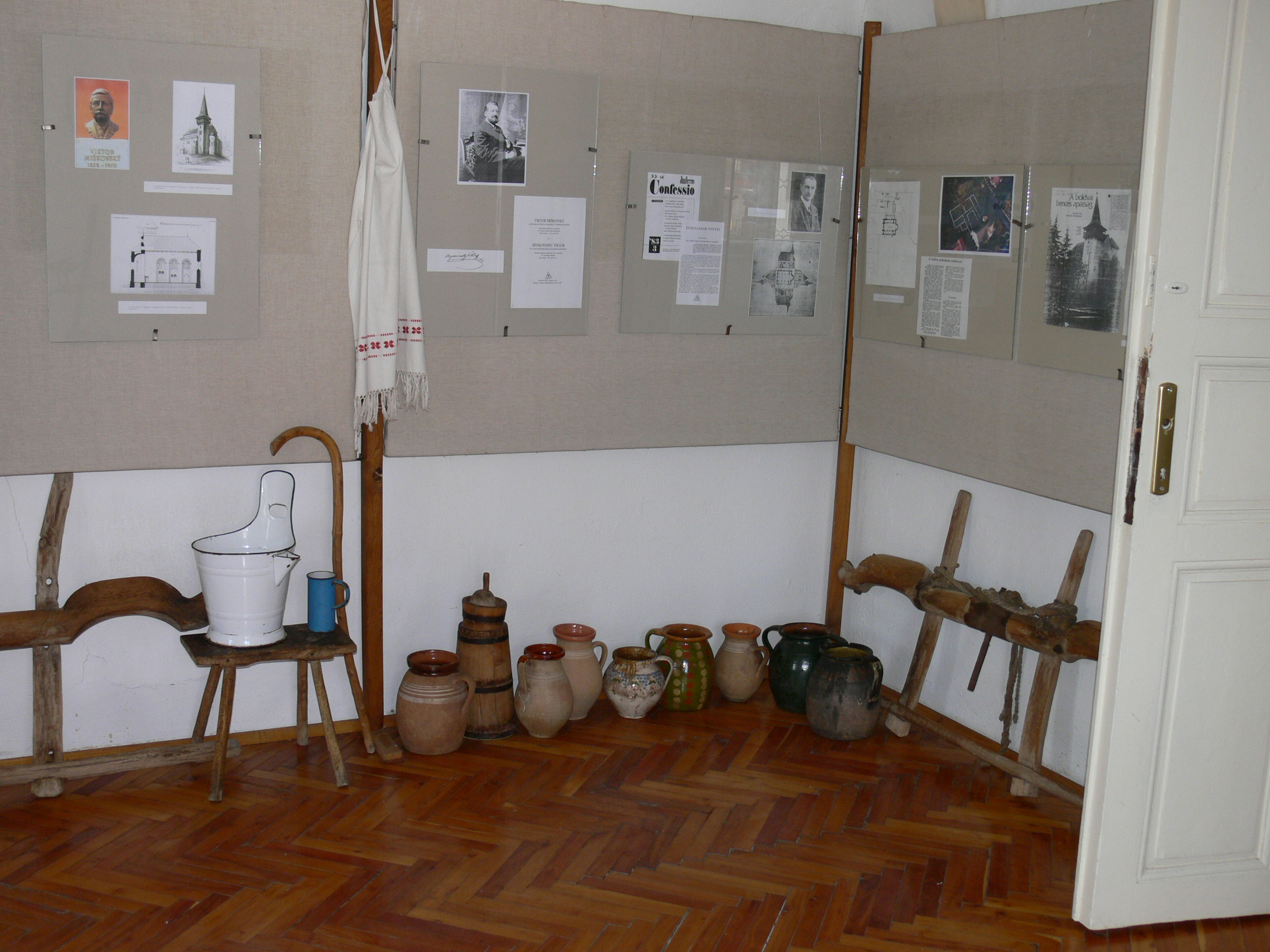
A boldvai tájház, belső (2)
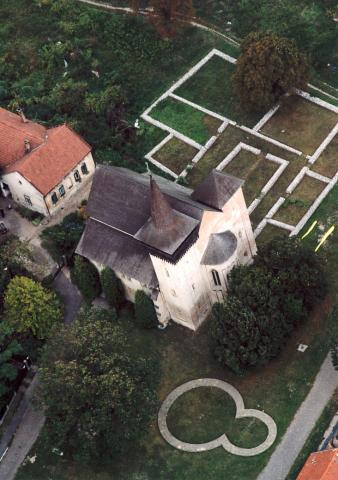
Boldva
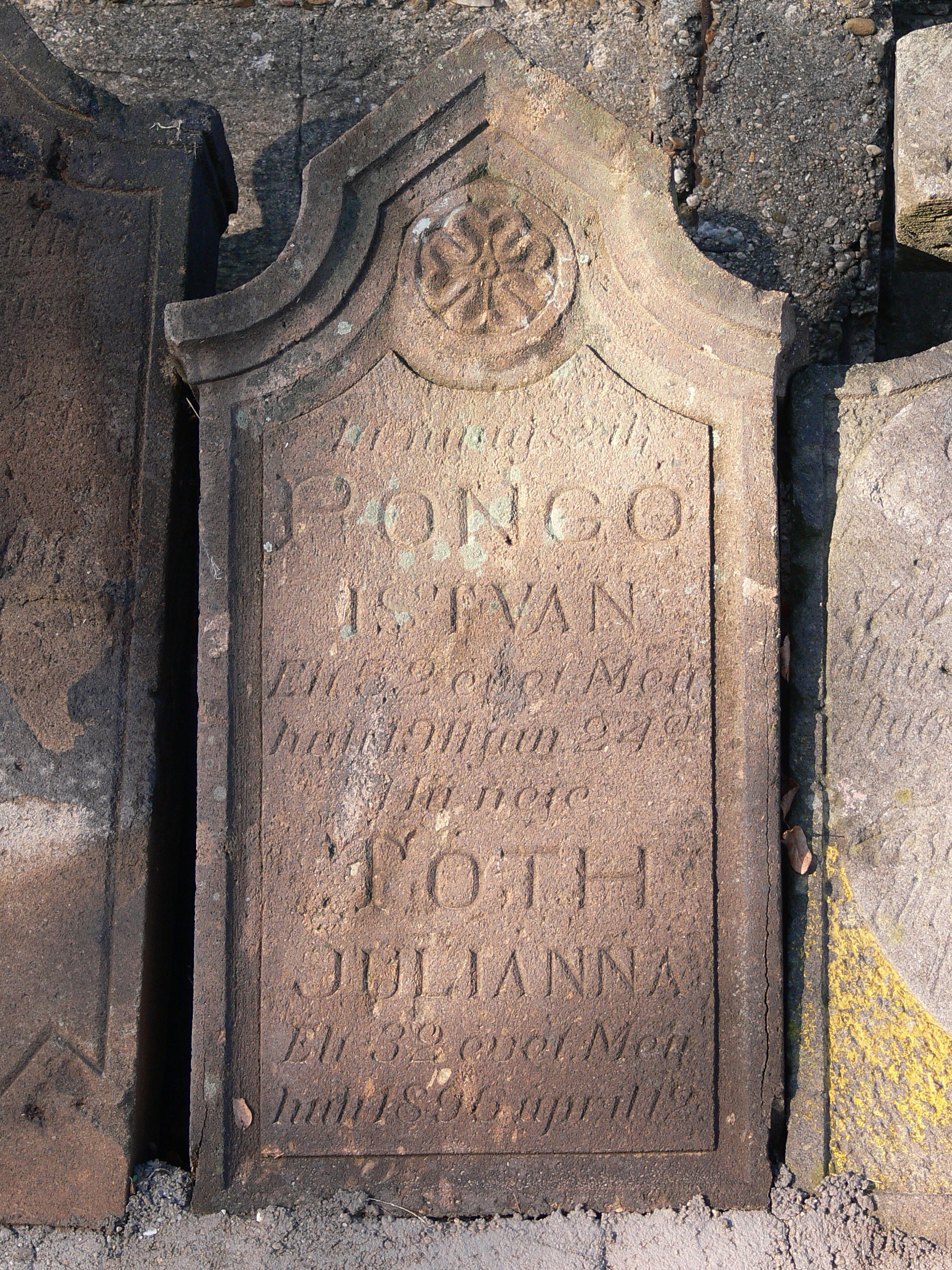
Régi sírkő a temetőből (1)
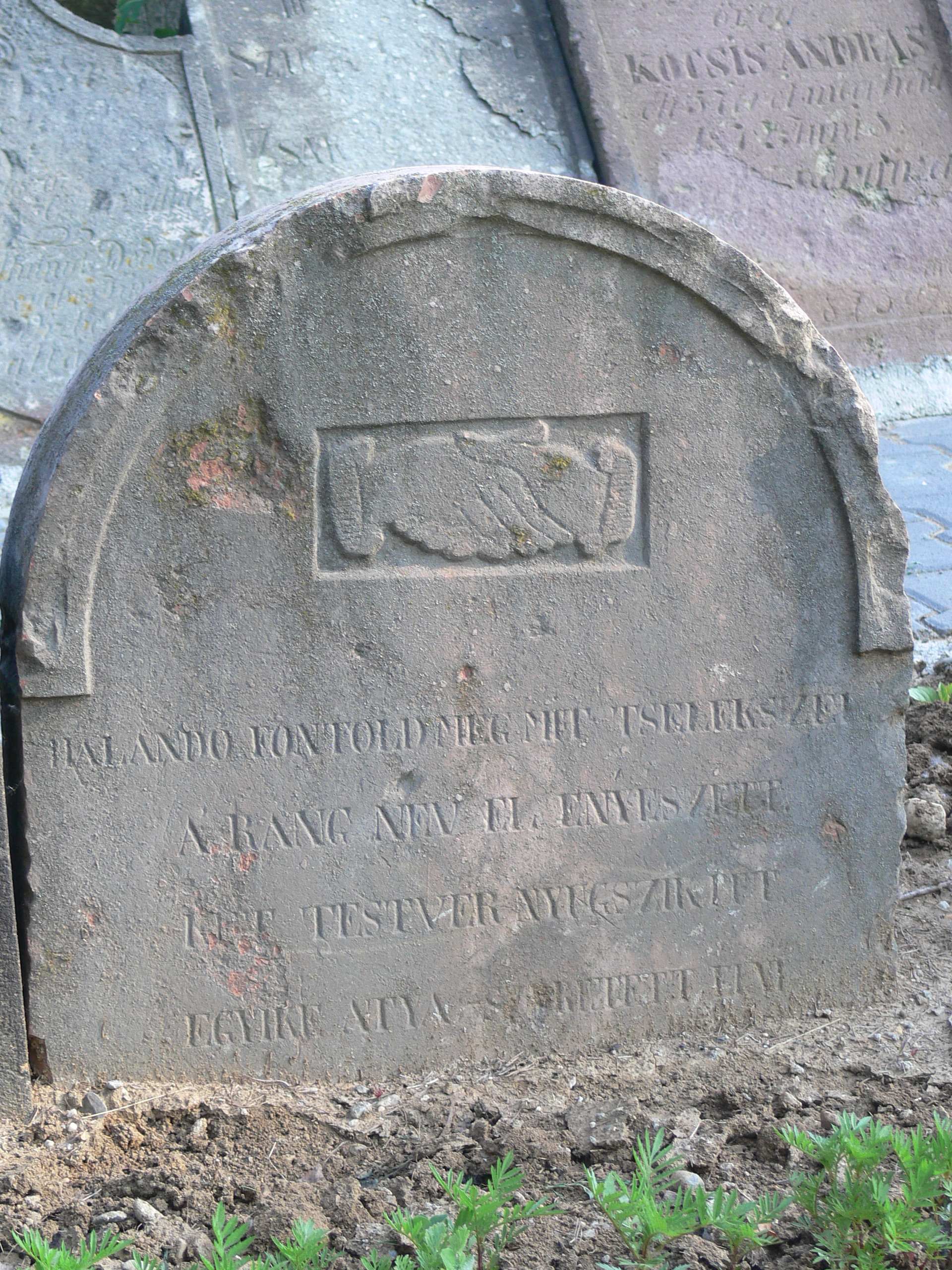
Régi sírkő a temetőből (2): HALANDÓ, FONTOLD MEG, MIT TSELEKSZEL / A RANG, NÉV ELENYÉSZETT / KÉT TESTVÉR NYUGSZIK ITT / EGYIKE ATYA – SZERETETT ÉLNI / FÁJDALMAS VOLT HALÁLA / 1823K ESZT. / JULIUS 15KÉN